# Свиньина, Анастасия Петровна
Анастасия Петровна Свиньина (1771 или 1772 — 1838) — русская поэтесса и переводчица; помещала переводы и стихотворения в периодических изданиях конца XVIII века под псевдонимом Настасья.

## Биография
Дочь генерал-майора и сенатора Петра Свиньина (1734—1813). Никогда не была замужем.
Вместе с младшей сестрой Екатериной (в замужестве Бахметева, 1778—1841) была ученицей Василия Сергеевича Подшивалова, всячески поощрявшего их литературные занятия. При упоминании их творчества было принято говорить: «г-жа Бахметева и дѣвица Свиньина».
В 1811 году купила село Матрёнино — село Волоколамского района Московской губернии.
Умерла 13 (25) апреля 1838 года на 67-м году. Была похоронена в московском Симоновом монастыре. 

## Издания
- «Стихи его имп. величеству государю императору Александру Первому на взятие Парижа и избавление Европы от всеобщего врага, с восхищенным сердцем со славою благоговейно посвящает верноподданная Настасья Свиньина» (1814);
- либретто оперы «Храм славы» (1814);
- «Стихи на нечаянное прибытие его императорского величества из С-Петербурга в Москву» (1831).

## Посвящения Анастасии Свиньиной
- Стихотворение М. М. Хераскова «К любезному уединению. Н… <Настасье> П… <Петровне> С…ой <Свиньиной>» («Приятное и полезное», 1795, вып. 8)